# Tybee Island
Tybee Island – jedna z wysp należących do Sea Islands, leżąca u wybrzeży Georgii w hrabstwie Chatham. Jest najdalej wysuniętym na wschód punktem w stanie Georgia a leży około 29 km od Savannah. Na wyspie leży miasto o tej samej nazwie.
Podobnie jak inne wyspy barierowe, Tybee Island uformowana jest na wschodnim wybrzeży z piaszczystych plaż, a na zachodnim z mokradeł słonych. W głębi wyspy rośnie nadmorski las (którego gęstość została zredukowana na skutek działalności człowieka) oraz kanały będące źródłem słodkiej wody.